# Sant'Agata dei Goti
Sant'Agata dei Goti een rooms-katholiek kerkgebouw in Rome gewijd aan de heilige martelares Agatha van Sicilië en als Titulus S. Agathae in Urbe een titeldiakonie voor een kardinaal-diaken.

## Geschiedenis
De kerk werd rond 460 gebouwd voor de Goten in opdracht van Ricimer, de magister utriusque militiae (d.w.z. opperbevelhebber) van het West-Romeinse Rijk en zelf van Gotische afkomst. De Goten waren arianen, wat hun nood aan een eigen kerkgebouw verklaart. Toen het arianisme verboden werd in Rome, werd ook het gebouw overgenomen door de katholieke Kerk. In 592 of 593 wijdde paus Gregorius de Grote het gebouw opnieuw, ditmaal als katholieke kerk. De Sant’Agata dei Goti is de enige oorspronkelijk ariaanse kerk die bewaard is gebleven in Rome.
De kerk werd voor het eerst gerestaureerd in de 9e eeuw. Tezelfdertijd werd ernaast een benedictijner klooster gesticht. Een tweede restauratiecampagne volgde in de 16e en 17e eeuw, nadat de apsis van de kerk ingestort was in 1589. De kerk werd gedeeltelijk herbouwd in 1633, zonder grote nieuwe veranderingen in het gebouw zelf behalve de nieuwe apsis. Rond dezelfde tijd werd het binnenplein vóór de kerk aangelegd.
Sinds 1926 wordt de eredienst verzorgd door de stigmatijnen. Hun generalaat is dan ook naast de kerk gehuisvest.

## Kerkgebouw

### Exterieur
De voorgevel van de kerk werd herbouwd door Francesco Ferrari in 1729. Het reliëf boven de deur toont de heilige Agatha met haar afgesneden borsten op een schaal; haar folteraars sneden haar borsten af toen ze weigerde haar geloof in Christus af te zweren.
De ingang aan de Via Mazzarino geeft uit op een 17e-eeuws binnenplein. Tussen 1836 en 1926 viel de kerk onder het Pauselijk Iers College. Kardinaal Paul Cullen, een voormalige rector van het Ierse College, modelleerde de kerk van het Holy Cross College in Clonliffe te Dublin naar de Sant’Agata. De romaanse campanile werd in de 12e eeuw toegevoegd.

### Interieur
Hoewel de Sant’Agata dei Goti in de barokstijl gedecoreerd werd en een aantal 19e-eeuwse aanvullingen bevat, zijn nog steeds sporen van het 5e-eeuwse grondplan te zien (d.i. een basiliek met drie beuken). De granieten kolommen die de beuken van elkaar scheiden zijn antiek.
De 15e-eeuwse cosmatenvloer in het midden van het schip heeft een ongewoon, maar mooi ontwerp. Het is dan ook een erg laat voorbeeld van de cosmatenstijl. De rechthoekige vensters werden in de 17e eeuw geïnstalleerd op verzoek van de kardinalen Francesco en Antonio Barberini. Langs het altaar staat een groot standbeeld van Sint-Agatha.

#### De apsis
Het fresco in de apsis toont de Roem van Sint-Agatha, geschilderd door Paolo Gismondi in de 17e eeuw. Boven het altaar bevindt zich een 12e- of 13e-eeuws baldakijn, dat in 1933 naar zijn huidige plek gebracht werd. Het heeft vier zuilen in pavonazzetto-marmer, is versierd met een cosmatenmozaïek en wordt bekroond door een tempeldak. Het vroegere baldakijn werd vernield in 1589; fragmenten ervan zijn opgenomen in het plafond van de hoofdkapel aan de linkerkant.
Flavius Ricimer liet er een mozaïek aanleggen. Deze werd helaas vernield in 1589, toen de apsis instortte. Het mozaïek bevatte het volgende opschrift:

Fl(avius) Ricimer, v(ir) i(nlustris), magister utriusque militiae, patricius et ex cons(ule) ord(inario), pro voto suo adornavit.
(Flavius Ricimer, een vir illustris, aanvoerder van beide legeronderdelen, patriciër en voormalig consul ordinarius, heeft [deze kapel] volgens zijn gelofte laten versieren.)
— Editie: ILS 1637.

#### Begraven in deSant’Agata
Flavius Ricimer (overleden in 472), die in de kerk begraven werd, liet er een mozaïek aanleggen. Dit werd helaas vernield in 1589, toen de apsis instortte. De Griekse humanist Janus Lascaris (overleden in 1535) ligt eveneens in de kerk begraven. Naar alle waarschijnlijkheid is het hart van Daniel O'Connell (overleden in 1847), de Liberator die ijverde voor de Ierse zaak, begraven in de grafkelder.

## Titeldiakonie
De Sant'Agata dei Goti werd een titeldiakonie gedurende het pontificaat van paus Leo III onder de naam Sant'Agata in Diaconia, ook wel del Caval di Marmo of in Equo Marmoreo naar het het marmeren ruitersbeeld op het plein voor de kerk dat de Romeinse dictator Julius Caesar voorsteld.
Wanneer de kerk in slechte staat was in de eerste helft van de 16e eeuw werd de titeldiakonie verplaatst naar Sant'Agata alla Suburra. Deze naam werd gedurende het pontificaat van paus Pius XI opnieuw opnieuw veranderd in San'Agata dei Goti.
De huidige kardinaal-diaken van de Titulus S. Agathae in Urbe is Raymond Leo Burke (kardinaal-priester pro hac vice sinds 2021) .

### Lijst van kardinaal-diakens
- Giovanni (circa 1030 o 1025-1036)
- Oderisio (o Oderisius), O.S.B. Cas. (1059-1088)
- Oderisio dei Conti di Sangro, O.S.B. Cas. (1112-1122)
- Vitale Savelli (1130?-?)
- Oderisio (1131-1137), pseudokardinaal van Tegenpaus Anacletus II
- Bernard Jarre (o Garve) (1310-1316)
- Galeotto Tarlati di Petramala (1378-1388)
- Louis de Bar (1397-1409), pseudokardinaal van Tegenpaus Benedictus XIII
- Bartolomé Marti (1496-1500)
- Ludovico Podocathor, pro hac vice (1500-1504)
- Gabriele de' Gabrielli (1505-1507)
- Vacante (1507-1517)
- Ercole Rangone (1517-1527)
- Pirro Gonzaga (1528-1529)
- Francesco Pisani (1529-1545)
- Tiberio Crispo (1545-1551); pro hac vice (1551-1562)
- Fulvio Giulio della Corgna, O.S.Io.Hieros., pro hac vice (1562-1565)
- Giovanni Michele Saraceni, pro hac vice (1565)
- Giovanni Battista Cicala, pro hac vice (1565-1568)
- Tolomeo Gallio (1568-1587)
- Girolamo Mattei (1587)
- Benedetto Giustiniani (1587-1589)
- Federico Borromeo seniore (1589-1591)
- Carlo III di Lorena-Vaudémont (1591-1607)
- Luigi Capponi (1608-1620)
- Marco Antonio Gozzadini, pro hac vice(1623)
- Ottavio Ridolfi, pro hac vice (1623-1624)
- Francesco Barberini, Sr. (1624-1632)
- Antonio Barberini (1632-1642)
- Giulio Gabrielli (1642-1655)
- Giovanni Stefano Donghi (1655-1669)
- Friedrich von Hesse-Darmstadt (1670-1682)
- Girolamo Casanate (1682-1686)
- Felice Rospigliosi (1686-1688)
- Benedetto Pamphilj (1688-1693)
- Carlo Bichi (1693-1718)
- Lorenzo Altieri (1718-1730)
- Carlo Colonna (1730-1739)
- Carlo Maria Marini (1739-1741)
- Alessandro Albani (1741-1743)
- Agapito Mosca (1743-1760)
- Girolamo Colonna di Sciarra (1760-1763)
- Prospero Colonna di Sciarra (1763-1765)
- Luigi Maria Torregiani (1765-1777)
- Domenico Orsini d'Aragona (1777-1779)
- Andrea Negroni (1779-1789)
- Raniero Finocchietti (1789-1793)
- Ludovico Flangini Giovanelli (1794-1800)
- Ercole Consalvi (1800-1817)
- Agostino Rivarola (1817-1826)
- Juan Francisco Marco y Catalán (1829-1841)
- Giacomo Antonelli (1847-1868); postuum (1868-1876)
- Frédéric de Falloux du Coudray (1877-1879)
- Giuseppe Pecci, S.J. (1879-1890)
- Vacante (1890-1894)
- Andreas Steinhuber, S.J. (1894-1907)
- Gaetano Bisleti (1911-1928); pro hac vice (1928-1937)
- Konrad von Preysing Lichtenegg-Moos, pro hac vice (1946-1950)
- John Francis D'Alton, pro hac vice (1953-1963)
- Enrico Dante (1965-1967)
- Silvio Angelo Pio Oddi (1969-1979); pro hac vice (1979-2001)
- Tomáš Špidlík, S.J. (2003-2010)
- Raymond Leo Burke (2012-heden); pro hac vice (2021-heden)